# Москалець Михайло Васильович
Миха́йло Васи́льович Москале́ць (нар. 21 травня 1960, Харків) — український фізик. Доктор фізико-математичних наук (2008), професор кафедри металів та напівпровідників.
Фахівець з мезоскопічної фізики та нестаціонарного квантового транспорту в наноструктурах. Згідно з сайтом Академія Google, на середину 2025 р. кількість цитувань робіт фізика становить більш ніж 4115 і індекс Хірша — 32.

## Життєпис
М. В. Москалець народився 21 травня 1960 року в Харкові.
Закінчив Харківський політехнічний інститут (нині Національний технічний університет "Харківський політехнічний інститут") у 1983 році. Кар'єру розпочав у 1983 році у Фізико-технічному інституті низьких температур АН УРСР (Харків), де пропрацював до 1993 року. Працює в ХПІ з 2001. У 2008 році захистив докторську дисертацію на тему «Нестаціонарний квантовий транспорт у мезоскопічних системах». У 2008 році став провідним науковим співробітником кафедри фізики металів та напівпровідників.